# Đập Bhumibol
Đập Bhumibol (trước đây gọi là Đập Yanhi) là một đập vòm bê tông trên sông Ping, một nhánh của sông Chao Phraya, nằm ở huyện Sam Ngao, tỉnh Tak, Thái Lan. Vị trí đập cách Bangkok khoảng 480 km (298 mi) về phía bắc và được xây dựng để trữ nước, sản xuất thủy điện, kiểm soát lũ lụt, quản lý nước mặn và tình trạng xâm nhập mặn. Đập được đặt theo tên của vua Bhumibol Adulyadej và đây là dự án đa mục đích đầu tiên của Thái Lan. Hiện tại là đập nước cao nhất Thái Lan với chiều cao 154 mét.

## Bối cảnh
Tên đập ban đầu được gọi là Yanhee vào năm 1951 khi chính phủ của thủ tướng Plaek Pibulsongkram khởi công dự án xây dựng đập. Nó được đổi tên thành đập Bhumibol vào năm 1957. Con đập này là một trong số các đập khác trong lưu vực sông Chao Phraya, được bắt đầu xây dựng từ những năm 1950 để khai thác tiềm năng nông nghiệp và thủy điện của con sông này. Việc xây dựng đập bắt đầu vào năm 1958 và được hoàn thành vào năm 1964 với kinh phí 3,5 tỷ baht Thái. Hồ chứa được xả đầy nước hoàn toàn vào năm 1970. Hai máy phát điện đầu tiên được đưa vào vận hành năm 1964.
Vào ngày 17 tháng 5 năm 1964, quốc vương Bhumibol Adulyadej cùng với Nữ hoàng Sirikit đã thực hiện lễ khánh thành đập Bhumibol và nhấn nút khởi động của máy phát điện đầu tiên.
Năm 1972, đập Sirikit được hoàn thành trên sông Nan, một trong hai nhánh chính của sông Chao Phraya. Đập Bhumibol và Sirikit kiểm soát 22 phần trăm lưu lượng dòng chảy hàng năm của toàn hệ thống sông Chao Phraya cộng lại. Cả hai đập cũng có vai trò cung cấp cho việc tưới nước 1.200.000 ha (4.633 dặm vuông Anh) vào mùa mưa và 480.000 ha (1.853 dặm vuông Anh) vào mùa khô.
Vào năm 1991, đập Hạ Mae Ping (17°14′31″B 99°00′58″Đ / 17,24194°B 99,01611°Đ) được xây dựng cách hạ lưu 5 km (3 mi) để tạo ra một hồ chứa thấp hơn với một tuabin bơm nước dự phòng.
Trong trận lụt Thái Lan năm 2011, lượng mưa trong tháng 3 năm 2011 trên khu vực miền bắc Thái Lan là 344% so với bình thường. Đập Bhumibol có lượng mưa thực tế 242,8 milimét (9,56 in), nhiều hơn mức trung bình là 224,7 milimét (8,85 in) và kể từ ngày 1 tháng 1 lượng mưa tích lũy thêm 245,9 milimét (9,68 in), trên mức trung bình 216 milimét (8,5 in) hay 186 % so với mức bình thường.

## Thiết kế
Đập thuộc loại đập vòm trọng lực cao 154 m (505 ft), dài 486 m (1.594 ft) và rộng 8 m (26 ft) tại đỉnh của nó. Đập giữ nước cho hồ chứa 13.462.000.000 m3 (10.913.821 acre⋅ft) trong đó 9.762.000.000 m3 (7.914.182 acre⋅ft) đang dùng hoặc dự trữ. Diện tích lưu vực của đập là 26.400 km2 (10.193 dặm vuông Anh), diện tích bề mặt của nó là 300 km2 (116 dặm vuông Anh). Đập Hạ Mae Ping cao 8 m (26 ft), dài 300 m (984 ft) và có khả năng lưu trữ 5.000.000 m3 (4.054 acre⋅ft). Trong giờ thấp điểm, một tuabin bơm nước sẽ bơm nước trở lại hồ chứa Bhumibol (phía trên) và vào lúc cao điểm, máy bơm đóng vai trò là máy phát điện để sản xuất điện.

## Trạm phát điện
Nhà máy điện có 8 tuabin với công suất lắp đặt 779,2 mêgawatt (1.044.900 hp). Sáu tuabin là loại tuabin Francis 76,3 mêgawatt (102.300 hp), một là loại tuabin Pelton 115 mêgawatt (154.000 hp) và một là loại tuabin bơm Francis 175 mêgawatt (235.000 hp).
Nhà máy điện của đập Bhumibol đã trải qua quá trình nâng cấp và cải tạo vào những năm 1990.

## Vai trò
Khi hoàn thành xây dựng, đập Bhumibol đóng góp 73,66 % sản lượng điện của Thái Lan mặc dù vào năm 2003 con số này chỉ còn 2 %.
Đập có vai trò điều tiết nước vào mùa mưa và mùa khô để phục vụ sản xuất nông nghiệp. Cùng với đập Sirikit, đập Bhumibol là hai đập chính vô cùng quan trọng đối với nền nông nghiệp đồng bằng Trung tâm Thái Lan.
Từ năm 2018 đến 2019 diễn ra hạn hạn kéo dài trên diện tích rộng lớn ở miền Bắc Thái Lan. Việc xả nước lúc hạn hán và giữ nước trước các dự đoán hạn hán tập trung vào bốn hồ chứa lớn - Bhumibol, Sirikit, Pasak Jolasid và Kwai Noi Bumrung Dan. Trong tháng 7, đập Bhumibol xả khoảng 21 triệu m³ nước mỗi ngày từ mức thông thường 23,21 triệu, tăng lượng nước giữ lại để đối phó hạn hán vào tháng 11.
Một phần ảnh hưởng nghiêm trọng đến vai trò điều tiết nước của đập Bhumibol, nhất là trong các giai đoạn đối mặt với khô hạn được xem là xuất phát từ đập Cảnh Hồng ở Trung Quốc.